# مشکین‌تاج
مشکین‌تاج (نام علمی: Donacobius atricapilla) نام یک گونه از راسته گنجشک‌سانان است.